# Sympetalistis
Sympetalistis é um gênero de mariposa pertencente à família Acrolepiidae.